# Дзеркала 2
«Дзеркала 2» (англ. Mirrors 2) — фільм жахів Віктора Гарсії виробництва США. Фільм відразу вийшов на DVD. Світова прем'єра — 5 жовтня 2010 року. Прем'єра в США: 19 жовтня. Сиквел фільму «Дзеркала», що вийшов на екрани двома роками раніше.

### Сюжет
Макс, після загибелі своєї нареченої, на прохання батька йде нічним охоронцем у великий магазин. Він замінює зійшовшого з розуму Генрі. Макс бачить в дзеркалах труп дівчини і жахливу загибель співробітників магазину, які потім здійснюються в реальності. Макс запитує дзеркало про причину і його відображення вказує на зниклу працівницю магазину Елеанор. 

Макс знайомиться з сестрою Елеанор, Елізабет. Разом вони з'ясовують про видалений відеозапис з місця зникнення Елеанор. Вони допитують Генрі, який до жаху боїться будь-яких дзеркальних поверхонь, і твердить, що ВОНА хоче вбити його. Він вказує на свого боса Келлера. Повертаючись до магазину, Макс і Елізабет починають пошуки. У результаті Макс бачить, що трубу в підвалі хтось відсував. За допомогою Елізабет він відсуває трубу і заходить приховане приміщення. Елізабет залишається зовні, а Макс починає пошуки. Обшукуючи підвал магазину, Макс знаходить труп сестри Елізабет — Елеонор. 

В цей же час на Елізабет нападає Келлер, але вона встигає попередити Макса і тікає, Келлер вагається, але вирішує бігти за дівчиною, а Макса залишає в приміщенні, перед цим вистріливши в нього з пістолета, а потім закриває отвір трубою і біжить за Елізабет. Наздогнавши її, у відбитті дзеркальної поверхні він бачить, що тримає не Елізабет, а Елеонор. За його спогадами видно, що двоє раннє убитих співробітників, вирішили «пожартувати» над новою співробітницею Елеонор, споїли її, підмішавши в напій наркотики. Довезти до будинку дівчину вони попросили Келлера, знаючи, що той не втримається від спокуси. Так і сталося. Він зґвалтував дівчину, але сталося непередбачене — Елеонор прокинулася від дії наркотиків, б'є Келлера і тікає з машини. Це приводить його до сказу. Дівчина намагається сховатися на складі, але Келлер її ловить і, в приступі злості, душить, перед смертю Елеонор дивиться в дзеркало і її душа вселяється в нього (історію про вселення душ в дзеркала можна почути на початку фільму). 

Спогади закінчуються, видно як Макс відкриває трубу і біжить рятувати Елізабет. Келлер переляканий і скажений намагається задушити її, видно як дзеркало, в якому живе душа Елеонор, хоче допомогти сестрі, але не може, безсило стукаючи руками по склу, на якому чітко видно відбитки долонь. Прибігає Макс, між ним і Келлером починається сутичка, Макс кидає Келлера до дзеркала і того тягне в Задзеркалля привид Елеонор. Чути глухі звуки, і по той бік дзеркала видно плями крові. 

Остання частина — це допит Генрі в кімнаті з дзеркалом. Генрі змирився, що все одно помре, підходить до дзеркала. Його смерті ми не бачимо, але чуємо його відчайдушні, повні болю крики.

### У ролях
- Нік Стал — Макс Метесон
- Еммануель Вожье — Елізабет
- РейнІвен Джонс — Генрі Шоу
- Крісті Карлсон Романо — Дженна Маккарті
- Стефані Онор — Елеонора Рейнс